# Brańsk
Brańsk è una città polacca del distretto di Bielsk nel voivodato della Podlachia.
Ricopre una superficie di 32,43 km² e nel 2004 contava 3 844 abitanti.